# 1956
1956 (MCMLVI) fue un año bisiesto comenzado en domingo según el calendario gregoriano.

## Acontecimientos

### Enero
- 1 de enero: Sudán se independiza del Reino Unido.
- 3 de enero: entre Pekín y Moscú se inaugura el ferrocarril transiberiano, que pasa por Ulán Bator e Irkutsk.
- 6 de enero: en Argentina se crea la Universidad Nacional del Sur.
- 8 de enero: en el río Curaray (Ecuador), cinco misioneros evangélicos estadounidenses son asesinados por indígenas huaorani.
- 10 de enero en Estados Unidos Elvis Presley graba el tema Heartbreak Hotel uno de los primeros blues escritos y grabados por un cantante blanco.
- 11 de enero: Estados Unidos manifiesta su gran interés en el rápido ingreso de España en la OTAN.
- 12 de enero: en Hungría, un terremoto de 5,8 deja 2 muertos y 48 heridos.
- 18 de enero: en el sitio de pruebas nucleares de Nevada, Estados Unidos realiza la última de las cuatro pruebas atómicas Proyecto 56, que no genera una reacción nuclear porque su propósito era determinar si una cabeza nuclear explotaría en caso de que sus componentes explosivos detonaran. En estas cuatro pruebas quedarán contaminados con plutonio 3,62 km² de terreno. Fue la bomba n.º 70 de las 1127 que Estados Unidos detonó entre 1945 y 1992.
- 21 de enero: en Uruguay Comienza la 24.ª edición de la Copa América.

### Febrero
- 1 de febrero: en Europa se vive una gran ola de frío que afecta a todo el continente.
- 6 de febrero: en Estados Unidos, se realizan protestas debido a la entrada de la primera estudiante negra en una universidad.
- 7 de febrero: 
  - En España comienza la competición ciclística de la Vuelta a Andalucía.
  - En Argentina, la dictadura de Pedro Eugenio Aramburu anuncia que continúa vigente la prohibición de la instrucción religiosa en las escuelas públicas (que había establecido el Gobierno democrático peronista).
- 10 de febrero: 
  - En España, ante los graves conflictos universitarios promovidos por socialistas y comunistas, el Gobierno decreta el estado de excepción en todo el país.
  - En España se promulga un decreto por el que se crean las Casas de Cultura.
- 11 de febrero: 
  - En Bolivia se aprueba la ley que da el derecho al voto a los aborígenes, mujeres y militares.
  - En la República Popular China, el Gobierno socializa las empresas privadas.
  - En Europa continúa la ola de frío. Se registran en muchas zonas las temperaturas más bajas del siglo.
  - En Castellón de la Plana, se registró la mínima más baja de su historia, de España y del siglo a causa de la ola de frío polar europea con –7,3 °C.
  - En Colombia se funda la empresa de transporte terrestre Expreso Bolivariano.
- 13 de febrero: en Santander (España), la ola de frío en Europa provoca que se alcancen los –7 °C.
- 15 de febrero: 
  - En Finlandia, Urho Kekkonen es elegido presidente.
- En Montevideo (Uruguay) Finaliza la Copa América y Uruguay gana su Novena Copa América.
- 16 de febrero: formación del Séptimo Gobierno nacional de España (1956-1957), presidido por Francisco Franco.
- 20 de febrero: en Grecia, Constantinos Karamanlís vence en las elecciones.
- 25 de febrero: en Moscú —durante la celebración del XX Congreso del PCUS— Nikita Jrushchov pronuncia su Discurso Secreto, donde critica el «culto a Stalin».

### Marzo
- 2 de marzo: Marruecos se independiza de Francia.
- 5 de marzo: en Argentina, la dictadura de Aramburu firma el decreto-ley 4161/56 donde prohíbe definitivamente al Partido Peronista y prohíbe en medios de comunicación nombrar a Juan Domingo Perón y tener en su poder fotos, documentos o cualquier otro archivo que vincule al expresidente depuesto, se prohibió utilizar las expresiones "peronismo", "peronista", "justicialismo", "justicialista", "tercera posicion", el uso de las siglas "PP", no se podía cantar la marcha peronista ni la canción Evita capitana.
- 16 de marzo: en El Líbano se registran dos terremotos de 5,3 y 5,5 que dejan 136 muertos y miles de casas dañadas.
- 20 de marzo: Túnez se independiza de Francia.
- 23 de marzo: 
  - Pakistán se proclama república islámica.
  - En Hungría se realiza la rehabilitación póstuma de László Rajk, antiguo ministro de Asuntos Exteriores húngaro, ejecutado en 1949.
- 29 de marzo: en Estoril (Portugal), Alfonso de Borbón (de 14 años), muere en «extrañas circunstancias» por un disparo en la cabeza procedente de la pequeña pistola propiedad de su hermano mayor Juan Carlos (más tarde rey de España).

### Abril
- 1 de abril: España y Marruecos firman un acuerdo sobre transferencia del territorio marroquí que hasta entonces era Protectorado español (Véase guerra de Marruecos).
- 2 de abril: Franco concede la gran cruz de la Orden de Isabel la Católica a José María Escrivá de Balaguer, fundador del Opus Dei.
- 7 de abril: Marruecos se independiza de España.
- 16 de abril: en Mónaco, la actriz Grace Kelly contrae matrimonio con el príncipe Rainiero III.
- 19 de abril: en la localidad granadina de Albolote se registra un fuerte terremoto de 5,0 que deja 12 muertos y decenas de heridos.

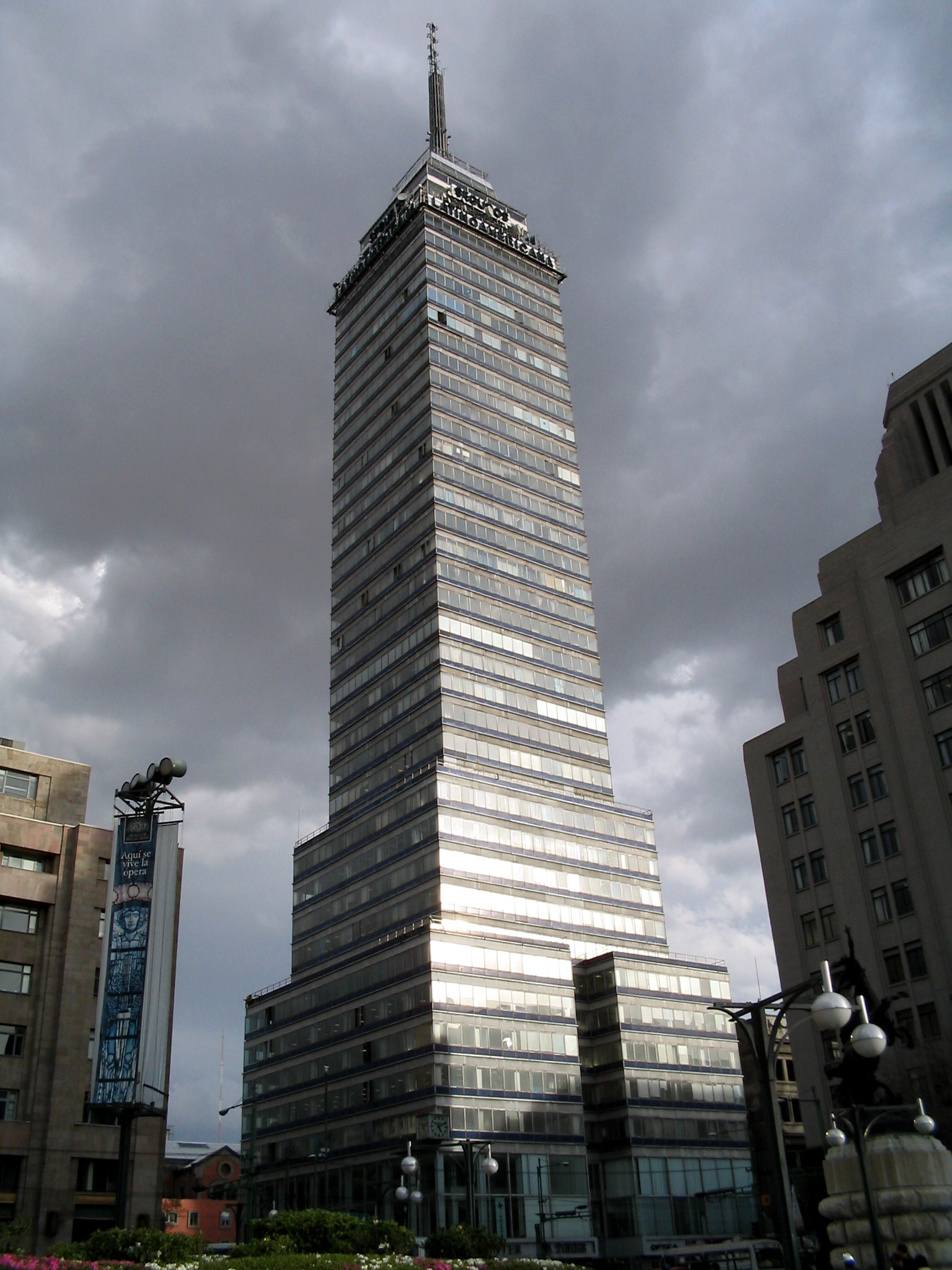
La Torre Latinoamericana, construida desde 1948 hasta 1956.

- 27 de abril: en Buenos Aires (Argentina), la dictadura de Pedro Eugenio Aramburu dicta una proclama militar donde deroga la Constitución de 1949 dictada por el gobierno de Juan Domingo Perón (derrocado en 1955), en el marco de la dictadura denominada Revolución Libertadora.
- 30 de abril: en México se inaugura la Torre Latinoamericana, el edificio más alto de Latinoamérica entre 1948 y 1956.

### Mayo

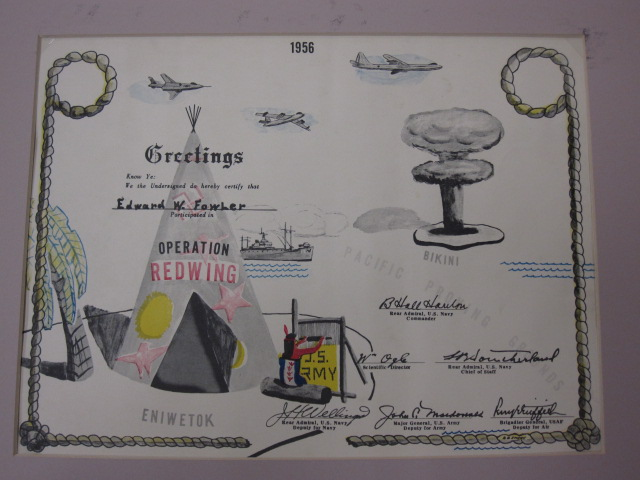
Certificado que el Gobierno de Estados Unidos entregaba a cada uno de los cientos de soldados que fueron expuestos a las pruebas atómicas de la operación Redwing.

- 4 de mayo: en el atolón Eniwetak (en las islas Marshall, en medio del océano Pacífico), Estados Unidos detona su bomba atómica Lacrosse (nombre de una etnia de nativos estadounidenses), de 40 kilotones, la primera de las 17 de la operación Redwing. Es la bomba n.º 71 de las 1127 que Estados Unidos detonó entre 1945 y 1992.
- 16 de mayo: primer acuerdo, y creación, del Club de París. Renegociación de la deuda de la Argentina (500 millones de dólares).
- 20 de mayo: en el atolón Bikini, Estados Unidos detona la bomba atómica Cheroqui (nombre de una etnia de nativos estadounidenses), de 3800 kilotones. Es la primera vez que se deja caer una bomba de hidrógeno (una Mark 15) desde un avión.
- 24 de mayo: en Lugano (Suiza) se celebra el primer Festival de la Canción de Eurovisión en el que toman parte siete naciones, ganando Suiza con la cantante Lys Assia.
- 27 de mayo: 
  - En el atolón Bikini, Estados Unidos detona la bomba atómica Zuni (nombre de una etnia de nativos estadounidenses), de 3500 kilotones. Es la primera prueba de un diseño de bomba de hidrógeno de tres etapas (dispositivo Bassoon).
  - En el atolón Eniwetok (340 km al oeste del anterior), Estados Unidos detona la bomba atómica Yuma (nombre de una etnia de nativos estadounidenses), de 0,19 kilotones. Fue un fizzle (una bomba fallida), pero el dispositivo era una microbomba de apenas 44 kg.
- 30 de mayo: en el atolón Enewetak, Estados Unidos detona la bomba atómica Erie (nombre de una etnia de nativos estadounidenses), de 14,9 kilotones.

### Junio
- 6 de junio: en el atolón Enewetak, Estados Unidos detona la bomba atómica Semínole (nombre de una etnia de nativos estadounidenses), de 13,7 kilotones.
- 9 de junio: en el basural de la ciudad de José León Suárez (Gran Buenos Aires), policías con armas cortas ―bajo órdenes del dictador Pedro Eugenio Aramburu― fusilan a civiles y militares peronistas que se levantaron contra la dictadura (fusilamientos de José León Suárez). Catorce años después (el 1 de junio de 1970), el grupo peronista Montoneros ejecutará a Aramburu para vengar estos asesinatos.
- 10 de junio: un terremoto de 7,3 sacude Afganistán dejando 900 muertos.
- 11 de junio: en el atolón Bikini, Estados Unidos detona la bomba atómica Flathead (nombre de una etnia de nativos estadounidenses), de 365 kilotones.
- 11 de junio: En el atolón Enewetak (340 km al oeste del anterior), Estados Unidos detona la bomba atómica Blackfoot (nombre de una etnia de nativos estadounidenses), de 365 kilotones.
- 12 de junio: en la Penitenciaria Nacional de Av. Las Heras (Buenos Aires), una banda de militares de la dictadura del general Aramburu asesina al general peronista Juan José Valle.
- 13 de junio: en el atolón Enewetak (islote estadounidense en medio del océano Pacífico) detona la bomba atómica Kickapoo (nombre de una etnia de nativos americanos), de 1,49 kilotones, la n.º 79 de las 1054 que Estados Unidos detonó entre 1945 y 1992.
- 13 de junio: en el Parque de los Príncipes (París), el Real Madrid gana la primera edición de la Copa de Europa al vencer 4 a 3 al Stade de Reims.
- 13 de junio: en Hamburgo (Alemania), el semanario alemán Der Spiegel publica el artículo «Entre la reina y Rasputín», en el que se informa que la reina Juliana de los Países Bajos (1909‑2004) estaría bajo la influencia de su amiga, la curandera pacifista Greet Hofmans (1894‑1968), que la influenció para alejar de la OTAN a los Países Bajos. Hofman será expulsada del palacio real el 28 de agosto de 1956.
- 16 de junio: en el atolón Enewetak, Estados Unidos detona la bomba atómica Osage (nombre de una etnia de nativos estadounidenses), de 365 kilotones, la 10.ª de las 17 de la operación Redwing.
- 18 de junio: los británicos abandonan definitivamente Egipto, después de 74 años de dominio.
- 21 de junio: en el atolón Enewetak, Estados Unidos detona la bomba atómica Inca (nombre de una etnia de nativos americanos), de 1,7 kilotones, la 11.ª de las 17 de la operación Redwing.
- 23 de junio: en Egipto, Gamal Abdel Nasser se convierte en el segundo presidente.
- 25 de junio: en el atolón Bikini, Estados Unidos detona la bomba atómica Dakota (nombre de una etnia de nativos estadounidenses), de 1100 kilotones, la 12.ª de las 17 de la operación Redwing.
- 28 de junio: en la ciudad polaca de Poznań se realiza una revuelta obrera contra las posturas estalinistas del POUP.
- 29 de junio: la actriz Marilyn Monroe contrae matrimonio con el dramaturgo Arthur Miller.

### Julio
- 2 de julio: Elvis Presley graba en los estudios de RCA de New York los temas Hound Dog y Don't Be Criel consolidando definitivamente las bases del rock and roll
- 2 de julio en el atolón Enewetak, Estados Unidos detona la bomba atómica Mohawk (nombre de una etnia de nativos estadounidenses), de 360 kilotones, la 13.ª de las 17 de la operación Redwing.
- 8 de julio: en el atolón Bikini, Estados Unidos detona la bomba atómica Apache (nombre de una etnia de nativos estadounidenses), de 1850 kilotones.
- 9 de julio: Un fuerte terremoto de 7,7 sacude la isla de Amorgos en Grecia desencadenando un gran tsunami con olas de hasta 30 metros que dejan un saldo de 53 muertos y 100 heridos.
- 10 de julio: en el atolón Bikini, Estados Unidos detona la bomba atómica Navajo (nombre de una etnia de nativos estadounidenses), de 4500 kilotones.
- 16 de julio: en Birmania se registra un terremoto de 7,1 que deja 38 muertos.
- 20 de julio: en el atolón Bikini, Estados Unidos detona la bomba atómica Tewa (nombre de una etnia de nativos estadounidenses), de 5000 kilotones.
- 21 de julio: 
  - En el atolón Enewetak, Estados Unidos detona la bomba atómica Hurón (nombre de una etnia de nativos estadounidenses), de 250 kilotones, la última de las 17 de la operación Redwing.
  - En India se registra un terremoto de 6,1 que causan daños máximos en la ciudad de Anjar dejando 115 muertos y 254 heridos.
- 25 de julio: en el océano Atlántico Norte, a 159 millas de Nueva York, a las 23:10 colisionan el supertrasatlántico italiano Andrea Doria y el trasatlántico de lujo Stockholm; mueren 51 personas de los dos navíos. Se hundirá mañana a las 10:09 de la mañana.
- 26 de julio: en Egipto, el presidente Nasser nacionaliza el Canal de Suez.
- 28 de julio: en el Perú, Manuel Prado Ugarteche asume la presidencia por segunda vez.

### Agosto
- 7 de agosto: en la ciudad de Cali (Colombia) ocurre la Explosión de Cali: explotan siete camiones del ejército cargados con 42 toneladas de explosivo plástico gelatinoso, dejando un cráter de 50 metros de diámetro por 25 metros de profundidad. Mueren al menos 4000 personas y quedan unas 12000 heridas.[1]

### Septiembre
- 6 de septiembre: en el Festival Internacional de Cine de Venecia se estrena la película Calle Mayor, dirigida por Juan Antonio Bardem y protagonizada por Betsy Blair y José Suárez.
- 9 de septiembre: desde los estudios de la cadena de televisión CBS, en Los Ángeles, Elvis Presley hace la primera de tres presentaciones en el Show de Ed Sullivan atrayendo la mayor audiencia de la historia de la televisión de ese país y mundial, hasta ese momento.

### Octubre
- 5 de octubre: se funda la programadora colombiana Punch, quien emite sus primeros programas.
- 6 de octubre: fue inaugurado por Francisco Franco, dictador español, Pueblonuevo del Guadiana que comenzó su construcción en el año 1948 como consecuencia del Plan Badajoz.
- 19 de octubre: en Estados Unidos, Elvis Presley graba su primer álbum.
- 21 de octubre: en Tegucigalpa (Honduras) es derrocado el presidente Julio Lozano Díaz.
- 23 de octubre: comienza de la Revolución húngara de 1956.
- 24 de octubre: en Managua, Nicaragua, se registran un terremoto de 7,3 y un tsunami que causan varios daños.
- 26 de octubre: tropas del Pacto de Varsovia invaden Hungría.
- 28 de octubre: en España, se funda TVE, la primera televisión de la historia en su país.
- 29 de octubre:
  - Israel invade la península del Sinaí.
  - Masacre en la embajada de Haití en Cuba.
- 31 de octubre: el Reino Unido y Francia comienzan a bombardear Egipto para forzar la reapertura del Canal de Suez.

### Noviembre
- 2 de noviembre: 
  - En Hungría, el ejército soviético reprime la Insurrección de Octubre.
  - La policía soviética detiene al político húngaro Imre Nagy.
  - La Asamblea General de la ONU exige la inmediata retirada de Israel del Sinaí egipcio, así como la paralización de los combates franco-británicos contra Egipto.
  - Desde Caracas (Venezuela), el presidente exiliado Juan Domingo Perón (61) nombra como líder de la Resistencia contra la dictadura al joven diputado argentino John William Cooke (36).
- 6 de noviembre: 
  - En las elecciones presidenciales de Estados Unidos, el presidente republicano Dwight D. Eisenhower es reelegido para un segundo mandato tras vencer al demócrata Adlai Stevenson con una ventaja de 357 votos electorales para Eisenhower y 173 para Stevenson.
  - En las elecciones en Puerto Rico Luis Muñoz Marin es reelecto gobernador por tercera ocasión con el 64.9 % de los votos (435,255). Por su parte Luis A. Ferré Aguayo obtuvo 174,683 votos 25.1 %, y Francisco M. Susoni (hijo) obtuvo 86,636 votos 12,4 %.
- 25 de noviembre: en México, Fidel Castro, su hermano Raúl, Che Guevara y 79 expedicionarios más zarpan del puerto de Túxpam en el yate Granma para iniciar la Revolución cubana.

### Diciembre
- 2 de diciembre: Fidel Castro y sus seguidores desembarcan en Cuba.
- 7 de diciembre sale al aire por primera vez Saeta TV Canal 10.
- 12 de diciembre: Japón ingresa en la ONU.
- Francia y Reino Unido atacan Suez.
- España entra en la ONU.
- Las tropas del Pacto de Varsovia intervienen en Hungría.
- Fundación de la Base Amundsen-Scott.

### Fecha desconocida
- En abril, se inaugura la torre Capitol Records Building de la empresa discográfica Capitol Records, a cargo de Welton Becket and Associates.
- Es Fundada, en España la ciudad de los muchachos, por el padre Jesuita Jesús Silva Méndez.

## Nacimientos

### Enero
- 3 de enero: Eduardo Aliverti, periodista, locutor y docente argentino.
- 3 de enero: Mel Gibson, actor y cineasta estadounidense.

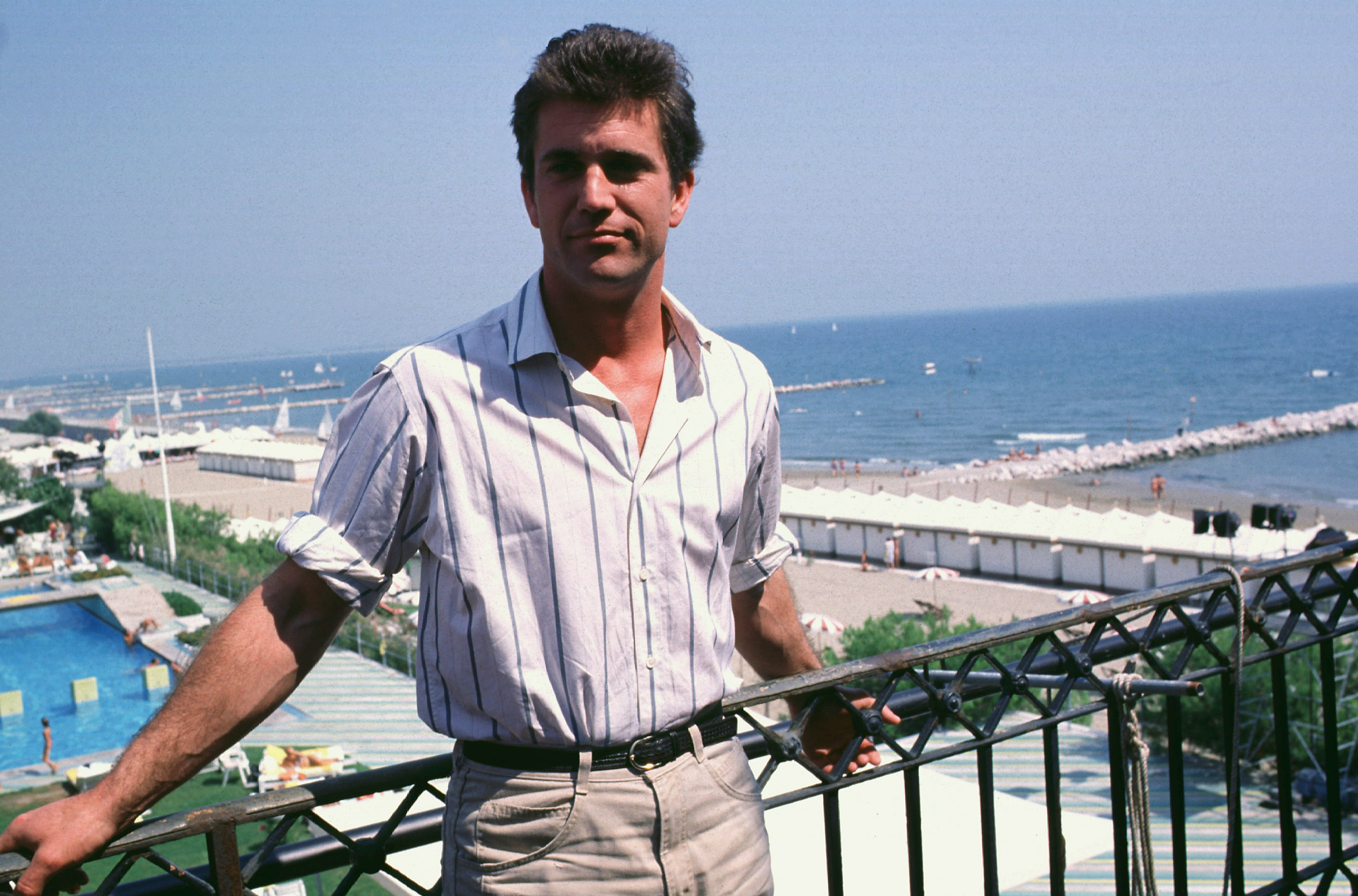

- 4 de enero: Bernard Sumner, guitarrista y músico británico, de la banda Joy Division.
- 4 de enero: Poch, músico español (f. 1998).
- 7 de enero: David Caruso, actor estadounidense.
- 9 de enero: Kimberly Beck, actriz estadounidense.
- 9 de enero: Imelda Staunton, actriz británica.
- 9 de enero: Adriana Xenides, presentadora australiana de televisión, de origen argentino (f. 2010).
- 10 de enero: Antonio Muñoz Molina, periodista y escritor español.
- 11 de enero: Vicente Martínez-Pujalte López, político español.
- 12 de enero: Ana Rosa Quintana, presentadora de televisión y periodista española.
- 12 de enero: Nikolai Noskov, cantante ruso.
- Jaime Giménez Arbe, El Solitario, delincuente y atracador bancario español.
- 13 de enero: Janet Hubert-Whitten, actriz estadounidense.
- 13 de enero: Alejandro Carlos Biondini, político neonazi argentino
- 14 de enero: Shamil Basáyev, líder guerrillero checheno. (f. 2006).
- 14 de enero: Rosina Lippi-Green, escritora estadounidense.
- 17 de enero: Lalo de los Santos, bajista y cantautor argentino (f. 2001).
- 17 de enero: Paul Young, cantante británico.
- 18 de enero: Christoph Prégardien, tenor alemán.
- 18 de enero: Cristóbal Jiménez, cantante y político venezolano.
- 19 de enero: Adriana Acosta, jugadora de hockey sobre césped y militante política argentina.
- 20 de enero: Rodolfo Rodríguez, futbolista uruguayo.
- 21 de enero: Johnny Cecotto, piloto italo-venezolano de motociclismo y automovilismo.
- 21 de enero: Geena Davis, actriz estadounidense.
- 23 de enero: Patricia Sosa, cantante argentina.
- 23 de enero: Juan Vicente Herrera, político español.
- 23 de enero: Diego Cañamero, sindicalista y político español.
- 26 de enero: Madeleine Herren, historiadora suiza.
- 26 de enero: Vicente Gil, actor y actor de doblaje español.
- 31 de enero: Artur Mas, economista y político español

### Febrero
- 2 de febrero: Carlos Rubiera, músico, escritor y político español.
- 3 de febrero: Hernán Darío Gómez, entrenador de fútbol colombiano.
- 7 de febrero: Eva Ayllón, cantante peruana.
- 8 de febrero: Diego León Hoyos, actor colombiano.
- 12 de febrero: Rosa Menéndez, científica española.
- 13 de febrero: Peter Hook, bajista y músico británico, de la banda Joy Division.
- 15 de febrero: Carlos Totorika, político español.
- 16 de febrero: Jorginho Gularte, compositor, productor, guitarrista y cantante uruguayo (f. 2013).
- 16 de febrero: Eduardo Valdés, político y diplomático peronista argentino.
- 18 de febrero: Ted Gärdestad, cantante sueco (f. 1997).
- 18 de febrero: Bidzina Ivanishvili, político georgiano.
- 18 de febrero: Carlos Rovira, político y gobernador argentino.
- 19 de febrero: Victoria Vera, actriz española.
- 22 de febrero: Gijs de Vries, político neerlandés.
- 28 de febrero: Tommy Remengesau, político palauano.

### Marzo

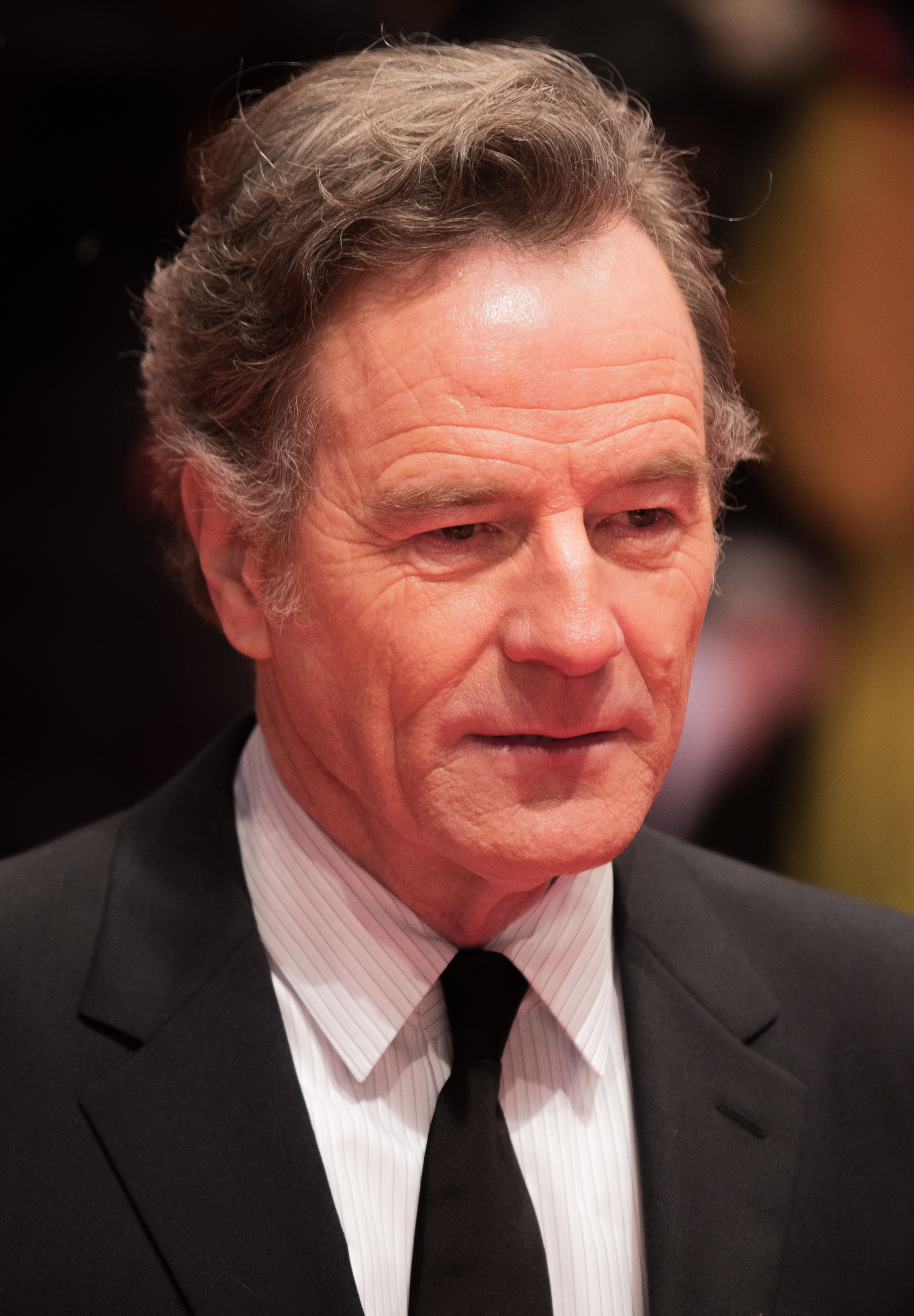
Bryan Cranston

- 7 de marzo: Bryan Cranston, actor estadounidense.
- 10 de marzo: Juan Antonio Edwards, actor mexicano.
- 11 de marzo: Rob Paulsen, actor de voz estadounidense.
- 12 de marzo: Steve Harris, bajista británico, de la banda Iron Maiden.
- 18 de marzo: Eduardo Alonso-Crespo, compositor argentino.
- 20 de marzo: Estanislao Rodríguez-Ponga, político español, ex secretario de Estado.
- 24 de marzo: Steve Ballmer, dirigente informático estadounidense.
- 24 de marzo: Miguel Michelagnoli, futbolista paraguayo.
- 31 de marzo: Jota Mario Valencia, presentador de televisión colombiano (f. 2019).

### Abril
- 3 de abril: Miguel Bosé, cantante, actor y presentador español.
- 3 de abril: Eduardo Zaplana, político español.
- 3 de abril: Ricardo Iniesta, director de escena y dramaturgo español.
- 4 de abril: Norma Duval, actriz y vedette española.
- 4 de abril: David E. Kelley, productor estadounidense de cine y televisión.
- 4 de abril: Carmen Mejía Ruiz, filóloga y catedrática española.
- 6 de abril: Michele Bachmann, política estadounidense.
- 6 de abril: Sebastián Spreng, artista plástico y periodista argentino.
- 12 de abril: Andy García, actor cubano expatriado en Estados Unidos.
- 12 de abril: Walter Salles, cineasta brasileño.
- 15 de abril: Monique Loudières, bailarina de ballet, coreógrafa y profesora francesa.
- 16 de abril: David McDowell Brown, astronauta estadounidense.
- 18 de abril: Eric Roberts, actor estadounidense, hermano de Julia Roberts.
- 20 de abril: Ángel Aguirre Rivero, político mexicano.
- 20 de abril: Prudencio Norales, futbolista hondureño.
- 22 de abril: Bruce A. Young, actor estadounidense.
- 26 de abril: Imanol Arias, actor español.
- 30 de abril: Jorge Chaminé, barítono español.
- 30 de abril: Lars von Trier, cineasta danés.

### Mayo
- 4 de mayo: Alejandro Escudero, actor argentino de cine, teatro y televisión (f. 2014).
- 8 de mayo: Victor Piţurcă, futbolista rumano.
- 10 de mayo: Paige O'Hara, cantante y actriz estadounidense.
- 13 de mayo: Roberto Álvarez, actor español.
- 17 de mayo: Bob Saget, actor estadounidense (f. 2022)
- 25 de mayo: Carlos Lavado, piloto venezolano de motociclismo.
- 28 de mayo: Sayuri, actriz de voz japonesa (f. 2012).
- 29 de mayo: La Toya Jackson, cantante estadounidense.

### Junio
- 1 de junio: Amanda Miguel, cantante mexicoargentina.
- 1 de junio: Saúl Lisazo, actor argentino.
- 2 de junio: Jan Lammers, piloto neerlandés de automovilismo.
- 4 de junio: Keith David, actor estadounidense.
- 6 de junio: Björn Borg, tenista sueco.
- 6 de junio: Carlos Gattiker, tenista argentino (f. 2010).
- 6 de junio: Bubbi Morthens, cantante y compositor islandés.
- 9 de junio: Joaquín Alonso, futbolista español.
- 10 de junio: Juan Carlos Massei, político argentino.
- 11 de junio: Lucero Gómez, actriz colombiana (f. 2020).
- 14 de junio: Gianna Nannini, cantante italiana.
- 18 de junio: Deborah Gail Stone, novata empleada de Disney (f. 1974).
- 22 de junio: Manuel Saval, actor mexicano (f. 2009).
- 22 de junio: Tim Russ, actor estadounidense.
- 23 de junio: Glenn Danzig, músico estadounidense, de las bandas The Misfits, Samhain y Danzig.

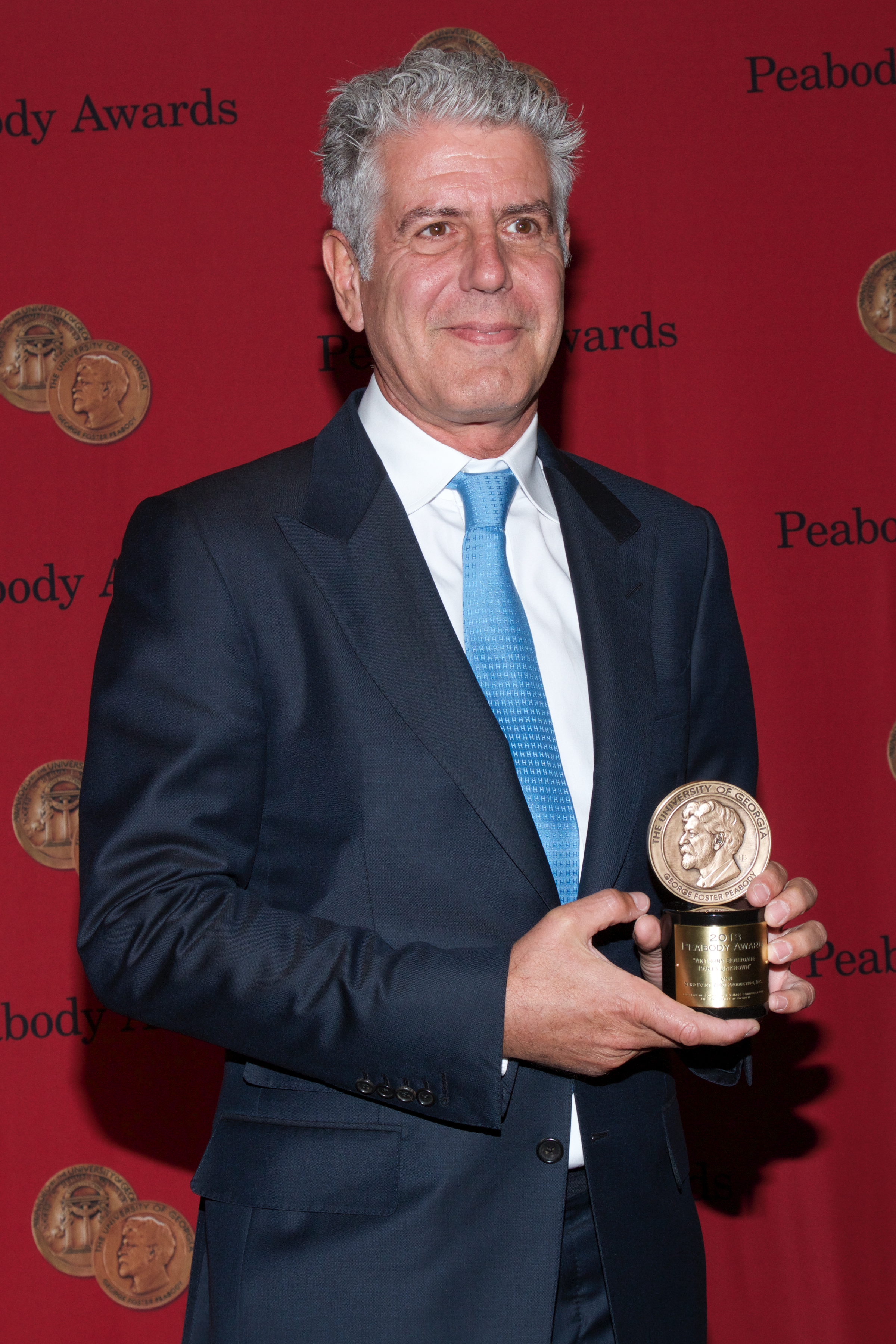
Anthony Bourdain

- 25 de junio: Anthony Bourdain, jefe de cocina, presentador de televisión y escritor estadounidense (f. 2018).
- 29 de junio: Pedro Omar Caino, ciclista argentino (f. 2014).

### Julio
- 2 de julio: Jerry Hall, modelo y actriz estadounidense.
- 2 de julio: Rubén Patagonia (Rubén Chauque), músico folclórico argentino de origen tehuelche.
- 3 de julio: Min Aung Hlaing, dictador militar birmano.
- 4 de julio: Carlos Ysbert, actor de teatro, cine, televisión y doblaje español.
- 5 de julio: Horacio Cartes, expresidente del Paraguay.
- 9 de julio: Tom Hanks, actor estadounidense.
- 11 de julio: Sela Ward, actriz estadounidense.
- 14 de julio: Julio Chávez, actor argentino.
- 15 de julio: Ian Curtis, cantante y músico de la banda Joy Division.
- 15 de julio: Joe Satriani, guitarrista estadounidense.
- 22 de julio: Manuel Alberto León, caricaturista e historietista mexicano (f. 2015).
- 23 de julio: Hansel Camacho, actor y cantautor colombiano.
- 31 de julio: Adrián Abonizio, cantautor y guitarrista argentino de rock.
- 31 de julio: Laura Zapata, actriz mexicana.
- 31 de julio: Michael Biehn, actor estadounidense.

### Agosto
- 1 de agosto: Tom Leykis, presentador de televisión estadounidense.
- 2 de agosto: Isabel Pantoja, cantante y tonadillera española.
- 5 de agosto: Gregorio Manzano, entrenador de fútbol español.
- 5 de agosto: Maureen McCormick, actriz estadounidense.
- 6 de agosto: Ricardo Jerez Hidalgo, futbolista guatemalteco.
- 7 de agosto: 
  - Saín Castro, actor colombiano.
  - Leticia Perdigón, actriz mexicana.
  - Cecilia Roth, actriz de teatro, cine y televisión, argentina.
- 8 de agosto: Jorge Larrañaga, político uruguayo, del Partido Nacional.
- 10 de agosto: Alejandro Nava, pintor mexicano.
- 17 de agosto: Fabio Armiliato, tenor italiano.
- 20 de agosto: Joan Allen, actriz estadounidense.
- 21 de agosto: José Julián Sacramento Garza, ingeniero y político mexicano.
- 23 de agosto: Cris Morena, modelo, actriz, compositora musical, conductora y productora de televisión argentina.
  - Fernando Botero Zea, empresario y político colombo-mexicano.
- 25 de agosto: 
  - Paulo Autuori, entrenador de fútbol brasileño.
  - Isaura Espinoza, actriz mexicana.
- 31 de agosto: 
  - Masashi Tashiro, cantante japonés, de la banda Rats & Star.
  - Shirō Saitō, actor de voz japonés.

### Septiembre
- 5 de septiembre: Pilar Castaño, periodista y escritora colombiana.
- 7 de septiembre: Diane Warren, compositora y letrista estadounidense.
- 8 de septiembre: Stefan Johansson, piloto de automovilismo sueco.
- 16 de septiembre: David Copperfield, ilusionista estadounidense.
- 17 de septiembre: Francesc Capdevila, alias Max, historietista español.
- 18 de septiembre: Gonzalo Navarrete, médico y político chileno.
- 19 de septiembre: Amparo Grisales, actriz y modelo colombiana.
- 20 de septiembre: Gary Cole, actor estadounidense.
- 26 de septiembre: Linda Hamilton, actriz estadounidense.
- 27 de septiembre: Antonio Sánchez Pacheco, político español.

### Octubre
- 1 de octubre: Theresa May, primera ministra y política británica.
- 1 de octubre: Len Brown, político neozelandés.
- 2 de octubre: Javier Gómez, actor argentino.
- 4 de octubre: Christoph Waltz, actor austríaco.
- 8 de octubre: Stephanie Zimbalist, actriz estadounidense.
- 8 de octubre: Carmen Marina Torres, actriz colombiana (f. 2015).
- 11 de octubre: Nicanor Duarte Frutos, político y presidente paraguayo.
- 13 de octubre: Chris Carter, productor y guionista estadounidense.
- 14 de octubre: Carlos Aragonés, político español.
- 15 de octubre: Jaime David Fernández Mirabal, agrónomo, médico y político dominicano.
- 15 de octubre: Peter Caruana, político gibraltareño.
- 18 de octubre: Craig Bartlett, animador estadounidense.
- 18 de octubre: Michael Lesch, actor alemán.
- 18 de octubre: Claudio Raúl Lozano, economista y político argentino.
- 18 de octubre: Martina Navratilova, tenista checoslovaca.
- 20 de octubre: Danny Boyle, cineasta británico.
- 20 de octubre: Eduardo Rergis, futbolista y entrenador mexicano.
- 21 de octubre: Carrie Fisher, actriz estadounidense (f. 2016).
- 26 de octubre: Rita Wilson, actriz estadounidense.
- 26 de octubre: Pedro Enrique Sarmiento, futbolista y entrenador de fútbol colombiano (f. 2024).
- 28 de octubre: Mahmud Ahmadineyad, presidente iraní.
- 28 de octubre: Franky Vercauteren, futbolista belga.
- 28 de octubre: Volker Zotz, filósofo y escritor austriaco.
- 29 de octubre: Wilfredo Gómez, boxeador puertorriqueño.
- 29 de octubre: Bernardo del Rosal Blasco, juez y catedrático español.
- 30 de octubre: Juliet Stevenson, actriz británica.
- 31 de octubre: Rubén Moya, actor de teatro, actor de doblaje, locutor comercial, director de doblaje, conferencista y docente mexicano (f. 2023).

### Noviembre
- 7 de noviembre: Mercedes Chaves Jaime, psicopedagoga colombiana.
- 9 de noviembre: Joaquín Mbomío Bacheng, periodista y escritor ecuatoguineano.
- 13 de noviembre: Vinicio Muñoz, baloncestista dominicano.
- 21 de noviembre: José Ramón de la Morena, periodista deportivo.
- 26 de noviembre: Luis Fernando Montoya, actor colombiano (f. 2018).
- 29 de noviembre: Jorge Telerman, periodista, licenciado en comunicación social y político argentino.

### Diciembre
- 1 de diciembre: Carlos Cámara Jr., actor mexicano de origen venezolano.
- 1 de diciembre: David Ostrosky, actor mexicano (f. 2023).
- 2 de diciembre: Steven Bauer, actor cubano.
- 5 de diciembre: Krystian Zimerman, pianista polaco.
- 6 de diciembre: Peter Buck, guitarrista estadounidense, de la banda REM.
- 7 de diciembre: Larry Bird, exjugador de baloncesto estadounidense.
- 7 de diciembre: Iveta Radičová, primera ministra eslovaca.
- 8 de diciembre: Pierre Pincemaille, músico francés (f. 2018).
- 9 de diciembre: Jean-Pierre Thiollet, escritor francés.
- 17 de diciembre: Ronald Melzer, crítico y productor de cine uruguayo (f. 2013).
- 18 de diciembre: Vilma Vera, actriz, de televisión, locutora y voz de doblaje colombiana.
- 19 de diciembre: Jens Fink-Jensen, escritor, poeta lírico, fotógrafo y compositor danés.
- 21 de diciembre: Walter Oyarce Delgado, ejecutivo y docente peruano.
- 22 de diciembre: Susana Gertopán, escritora paraguaya, Premio Nacional de Literatura de Paraguay en 2021.
- 23 de diciembre: Dave Murray, guitarrista de la banda británica Iron Maiden
- 23 de diciembre: Jesús Huerta de Soto, economista, autor, profesor y catedrático de la Universidad Autónoma de Madrid.
- 23 de diciembre: Michele Alboreto, pilolto italiano de automovlismo (f. 2001).
- 24 de diciembre: Delfina Acosta, una escritora, poeta, y columnista paraguaya.
- 25 de diciembre: Francesca Gargallo, escritora de ideología feminista, activista y editora italiana. (f. 2022).
- 30 de diciembre: Claudia Di Girólamo, actriz chilena.
- 31 de diciembre: Delano Rigters, futbolista surinamés.

### Fechas desconocidas
- Carol Prunhuber, escritora y periodista venezolana.
- Lucho Bender, cineasta y publicitario argentino (f. 2004).
- Mirtha Rivero, periodista y escritora venezolana.
- Ofelia Rey Castelao, historiadora, ensayista y catedrática española.
- Ricardo Alfonso Cerna, inmigrante guatemalteco (f. 2003).
- Mónica Agudelo, escritora colombiana de telenovelas (f. 2012).

## Fallecimientos

### Enero
- 3 de enero: Alexander Gretchaninov, compositor ruso (n. 1864).
- 3 de enero: Joseph Wirth, canciller y político alemán (n. 1879).
- 5 de enero: Mistinguett (Jeanne Bourgeois), vedette, cantante y actriz francesa (n. 1875).
- 31 de enero: A. A. Milne, escritor británico (n. 1882).

### Febrero
- 14 de febrero: José María Vargas Pacheco, jurista costarricense (n. 1874).

### Marzo
- 17 de marzo: Irène Joliot-Curie, químico francés, premio nobel de química en 1935 (n. 1897).
- 29 de marzo: Alfonso de Borbón y Borbón-Dos Sicilias, aristócrata español (n. 1941).

### Abril
- 15 de abril: Emil Nolde, pintor expresionista alemán (n. 1867).
- 19 de abril: Ernst Robert Curtius, filólogo y romanista alemán (n. 1886).
- 30 de abril: Alben W. Barkley, vicepresidente estadounidense (n. 1877).

### Mayo
- 6 de mayo: Fergus Anderson, piloto británico de automovilismo (n. 1909).
- 11 de mayo: Eugenio Baroffio, arquitecto uruguayo (n. 1877).
- 15 de mayo: Magdalena Aulina, religiosa española (n. 1897).
- 15 de mayo: Austin Osman Spare, pintor, escritor y ocultista británico (n. 1886).

### Junio
- 7 de junio: Julien Benda, escritor y filósofo francés.
- 8 de junio: Marie Laurencin, pintora y grabadora francesa.
- 17 de junio: Bob Swikert, piloto estadounidense de automovilismo (n. 1926).

### Julio
- 8 de julio: Giovanni Papini, escritor italiano.

### Agosto
- 11 de agosto: Jackson Pollock, pintor estadounidense.
- 12 de agosto: Gianpiero Combi, futbolista italiano.
- 14 de agosto: Bertolt Brecht, dramaturgo alemán.
- 14 de agosto: Konstantin von Neurath, político alemán.
- 16 de agosto: Béla Lugosi, actor rumano.
- 21 de agosto: Juan José de Amézaga, presidente uruguayo (n. 1881).
- 24 de agosto: Kenji Mizoguchi, cineasta japonés.

### Septiembre
- 19 de septiembre: Helios Gómez, pintor, cartelista y poeta español.
- 22 de septiembre: Frederick Soddy, químico británico, premio nobel de química en 1921.
- 27 de septiembre: Gerald Finzi, compositor británico.
- 28 de septiembre: William E. Boeing empresario estadounidense.
- 29 de septiembre: Anastasio Somoza García, militar y dictador nicaragüense.

### Octubre
- 12 de octubre: Lorenzo Perosi, compositor italiano (n. 1872).
- 26 de octubre: Walter Gieseking, pianista y compositor franco-alemán (n. 1895).
- 30 de octubre: Pío Baroja, novelista español (n. 1872).

### Noviembre
- 12 de noviembre: Juan Negrín, político español, presidente de la Segunda República.
- 23 de noviembre: André Marty, líder comunista francés e inspector general de las Brigadas Internacionales durante la Guerra civil española.
- 25 de noviembre: Alexandr Dovzhenko, cineasta, guionista y productor ucraniano.

### Diciembre
- 3 de diciembre: Cow Cow Davenport, pianista y compositor estadounidense de blues.
- 3 de diciembre: Alexander Rodchenko, escultor, pintor, diseñador gráfico y fotógrafo ruso.
- 19 de diciembre: Montagu Slater, escritor británico.

## Arte y literatura
- 6 de enero: José Luis Martín Descalzo obtiene el premio Nadal por su novela La frontera de Dios.
- De octubre a diciembre, la revista The Magazine of Fantasy & Science Fiction publica The Door into Summer, de Robert Anson Heinlein.
- Isaac Asimov: El sol desnudo.
- Albert Camus: La caída.
- Agatha Christie: El templete de Nasse-House.
- Arthur C. Clarke: La ciudad y las estrellas.
- Philip K. Dick: El informe de la minoría.
- Ian Fleming: Diamantes para la eternidad.
- Naguib Mahfuz: Entre dos palacios.
- João Guimarães Rosa: Gran Sertón: Veredas.
- C. S. Lewis: La última batalla.
- Eugene O'Neill: Largo viaje hacia la noche.
- Allen Ginsberg: Aullido.
- Gerald Durrell: Mi familia y otros animales.
- Carl Gustav Jung: Mysterium coniunctionis.

## Ciencia y tecnología
- Claudio Sánchez Albornoz: España, un enigma histórico.
- Louis Fraser (1810-1866) describe por primera vez el delfín de Fraser (Lagenodelphis hosei).
- Se celebró la Conferencia de Dartmouth, organizada por John McCarthy, que es considerada el punto de partida formal para el campo de la inteligencia artificial como una disciplina académica.

## Cine
- Atraco perfecto de Stanley Kubrick se convierte en su primer éxito.
- Gigante ("Giant"), de George Stevens con Rock Hudson, Elizabeth Taylor y James Dean.
- La vuelta al mundo en ochenta días, de Michael Anderson con David Niven como Phileas Fogg, Cantinflas como Picaporte, Shirley MacLaine como la princesa Aouda y Robert Newton como el inspector Fix.
- Moby Dick de John Huston, con Gregory Peck como protagonista, encarnando al capitán Ahab, un filme basado en la novela homónima del autor Herman Melville.

### Festivales de cine
- 9ª edición del Festival Internacional de Cine de Cannes celebrada entre el 23 de abril al 10 de mayo de 1956.
  - Palma de Oro a la mejor película El mundo del silencio de Jacques-Yves Cousteau.

- 6ª edición del Festival Internacional de Cine de Berlín celebrada del 22 de junio al 3 de julio de 1956.
  - Oso de Oro a la mejor película Invitación a la danza de Gene Kelly.

- 4ª edición del Festival Internacional de Cine de San Sebastián celebrada del 14 y el 22 de julio de 1956.
  - Concha de Oro a la mejor película El ferrioviario, de Pietro Germi.

- 17ª edición del Festival Internacional de Cine de Venecia, Mostra de Venecia se celebró del 28 de agosto al 9 de septiembre de 1956.
  - El premio León de Oro a la mejor película quedó desierto.

## Deportes

### Juegos Olímpicos
- XVI Juegos Olímpicos de verano de la era moderna del 22 de noviembre al 8 de diciembre en Melbourne, Australia.
- Medallero:
- *  Unión Soviética .
- *  Estados Unidos .
- *  Australia .

- XVI Juegos Olímpicos de invierno del 26 de enero al 5 de febrero en Cortina d'Ampezzo, Italia.
- Medallero:
- *  Unión Soviética .
- *  Austria .
- *  Finlandia .

### Béisbol
- Liga de Béisbol Profesional de la República Dominicana: los Leones del Escogido gana su primer título al derrotar a las Águilas Cibaeñas.

### Fórmula 1
- Juan Manuel Fangio se consagra campeón del mundo de Fórmula 1.

### Fútbol
- Copa de Campeones de Europa: Real Madrid campeón.
- Campeonato Uruguayo de Fútbol: Nacional se consagra campeón por vigesimocuarta vez.
- Fútbol Profesional Colombiano: Quindío (primera vez).
- Campeonato Nacional de Primera B: Universidad Católica campeón.
- Primera División del Perú: Sporting Cristal campeón. (Primera vez, en su año de fundación).
- Pelé hace su debut oficial en el Santos FC.

### Hockey sobre patines
- XVI Campeonato mundial de hockey sobre patines masculino y XXII europeo celebrado del 26 de mayo al 2 de junio en Oporto, .

  Portugal.
  ESP.
  Italia.
- II Campeonato Sudamericano de hockey sobre patines masculino Celebrado en Santiago de Chile :

  Chile.
  Uruguay.
  Brasil.

### Natación
- Campeonato Sudamericano de Natación celebrado en Viña del Mar  Chile.

  Argentina.

### Tenis
- Abierto de Australia:
- Ganadora individual: Beryl Penrose .
- Ganador individual: Frank Sedgman .

- Abierto de Estados Unidos:
- Ganadora individual: Shirley Fry .
- Ganador individual: Ken Rosewall .

- Campeonato de Wimbledon:
- Ganadora individual: Shirley Fry .
- Ganador individual: Lew Hoad .

- Torneo de Roland Garros:
- Ganadora individual: Althea Gibson .
- Ganador individual: Lew Hoad .

### Voleibol
- III Campeonato Mundial de Voleibol Masculino Celebrado en París :

  Checoslovaquia.
  Rumania.
  Unión Soviética.
- II Campeonato Sudamericano de Voleibol Masculino Celebrado en Montevideo  Uruguay:

  Brasil
  Uruguay.
  Paraguay.
- II Campeonato Sudamericano de Voleibol Femenino Celebrado en Montevideo  Uruguay:

  Brasil
  Uruguay.
  Perú.

## Música
- Sale a la venta el disco epónimo de Elvis Presley, desatando la Presleymanía, con ventas de diez millones de discos, la mitad de toda la producción de la RCA, en aquel entonces la compañía de entretenimiento más poderosa del mundo, todo ellos acompañado de la locura colectiva en más de 245 conciertos, con temas como Heartbreak Hotel, Don't be cruel y Hound dog, constituyéndose en lo que la revista "Variety", la número 1 del ramo del entretenimiento llamó, en su edición del 21 de noviembre de 1956 como El Rey del Rock 'n' Roll. Durante el año, atrae, en sus 11 apariciones en las tres cadenas de televisión, en cuatro diferentes programas, a saber sus seis apariciones en el show de los hermanos Jimmy y Tommy Dorsey en la CBS, en las dos veces que aparece en el show de Milton Berle en la NBC, en su única aparición en el Show de Steve Allen en la ABC y en dos de sus tres apariciones en el Show de Ed Sullivan en la CBS, un total de televidentes calculado por la Trendex, al precursora de Nielsen, en 275 millones.
- Nace el Festival de la Canción de Eurovisión creado a imagen y semejanza del Festival de Sanremo.
- Aretha Franklin edita su primer álbum con tan solo 14 años.
- Buddy Holly edita su primer sencillo, Blue Days, Black Nights.
- Frank Sinatra: "Songs for Swingin' Lovers!, «Álbum publicado en marzo bajo el sello discográfico Capitol Records». "Frank Sinatra Conducts Tone Poems of Color". «Álbum grabado en la recién construida Torre Capitol publicado bajo el sello discográfico Capitol Records».

### Festivales
- El 24 de mayo se celebra la I edición del Festival de la Canción de Eurovisión en Lugano  Suiza.
- Ganador/a: La cantante Lys Assia con la canción «Refrain» representando a Suiza .

## Televisión
- 28 de octubre: inauguración de los servicios de Televisión Española, que al día siguiente comenzó a emitir sus programas de manera regular.
- 7 de diciembre: a las 18.30 hora local, dan inicio las primeras transmisiones de televisión en Uruguay, por parte de Saeta TV Canal 10.

## Premios Nobel
- Física: William Bradford Shockley, John Bardeen, Walter Houser Brattain.[2]
- Química: Sir Cyril Norman Hinshelwood, Nikolay Nikolaevich Semenov.[2]
- Medicina: André Frédéric Cournand, Werner Forssmann, Dickinson W. Richards.[2]
- Literatura: Juan Ramón Jiménez.[2]
- Paz: destinado un tercio al fondo principal y dos tercios al fondo especial de esta sección del premio.[2]